# Superprestige Cyclocross 2010/11
Das Superprestige Cyclocross 2010/11 (offiziell: Nissan Topsport Vlaanderen Superprestige Cyclocross) ist eine Rennserie für männliche Cyclocross-Fahrer. Sie ist Bestandteil des UCI-Rankings 2010/11 in der Kategorie C1. Die Serie umfasst acht Rennen, von denen sieben in Belgien und eines in den Niederlanden stattfinden. Sie wird auch als Rennserie für Junioren und U23-Fahrer ausgetragen und gilt neben dem Weltcup der UCI und der GvA Trofee als wichtigste Rennserie für Crosser. Das erste Rennen des Superprestige wurde am 10. Oktober ausgetragen, das letzte wird am 12. Februar ausgefahren.
Titelverteidiger in der Elite-Kategorie ist der Tscheche Zdeněk Štybar.

## Punkte und Prämien
Bei jedem Rennen erhalten die ersten fünfzehn Fahrer Punkte, die für die Gesamtwertung zusammengerechnet werden. Der Fahrer mit den meisten Punkten nach Abschluss aller Rennen ist Gesamtsieger des Superprestige.
Außerdem werden an die besten Fünfzehn des Endklassements Prämien ausgeschüttet.
| Platz | Punkte | Prämie (End-Gesamtwertung) |
| ----- | ------ | -------------------------- |
| 01.   | 15     | 26.000 €                   |
| 02.   | 14     | 14.500 €                   |
| 03.   | 13     | 08.750 €                   |
| 04.   | 12     | 06.000 €                   |
| 05.   | 11     | 04.250 €                   |
| 06.   | 10     | 02.800 €                   |
| 07.   | 09     | 02.200 €                   |
| 08.   | 08     | 01.900 €                   |
| 09.   | 07     | 01.600 €                   |
| 10.   | 06     | 01.200 €                   |
| 11.   | 05     | 01.000 €                   |
| 12.   | 04     | 00800 €                    |
| 13.   | 03     | 00500 €                    |
| 14.   | 02     | 00500 €                    |
| 15.   | 01     | 00500 €                    |

## Teilnehmer
Es besteht ein Limit von fünfzig Fahrern pro Wettbewerb. Um in der Gesamtwertung berücksichtigt zu werden, muss man nicht alle, aber mindestens drei Rennen absolviert haben. Folgende Fahrer erhielten vom Veranstalter die automatische Startberechtigung für alle acht Rennen:
| Name                    |
| ----------------------- |
| Niels Albert            |
| Sven Nys                |
| Klaas Vantornout        |
| Bart Wellens            |
| Kevin Pauwels           |
| Sven Vanthourenhout     |
| Tom Meeusen             |
| Bart Aernouts           |
| Rob Peeters             |
| Dieter Vanthourenhout   |
| Tom Van Den Bosch       |
| Jan Verstraeten         |
| Kenneth Van Compernolle |

| Name                |
| ------------------- |
| Thijs Al            |
| Gerben de Knegt     |
| Bram Schmitz        |
| Thijs van Amerongen |
| Eddy van IJzendoorn |

| Name            |
| --------------- |
| Zdeněk Štybar   |
| Radomír Šimůnek |
| Petr Dlask      |
| Martin Bína     |
| Martin Zlámalík |

| Name          |
| ------------- |
| Jonathan Page |

| Name        |
| ----------- |
| Mariusz Gil |

| Name              |
| ----------------- |
| Philipp Walsleben |

| Name           |
| -------------- |
| Róbert Gavenda |

| Name           |
| -------------- |
| Enrico Franzoi |

## Resultate
| 1. Rennen in Ruddervoorde, 10. Oktober 2010 | 1. Rennen in Ruddervoorde, 10. Oktober 2010 | 1. Rennen in Ruddervoorde, 10. Oktober 2010 | 1. Rennen in Ruddervoorde, 10. Oktober 2010 | 1. Rennen in Ruddervoorde, 10. Oktober 2010 |
| ------------------------------------------- | ------------------------------------------- | ------------------------------------------- | ------------------------------------------- | ------------------------------------------- |
| Datum                                       | Disziplin                                   | Erster Platz                                | Zweiter Platz                               | Dritter Platz                               |
| Sonntag, 10. Oktober                        | Elite                                       | Zdeněk Štybar                               | Bart Aernouts                               | Sven Nys                                    |

| 2. Rennen in Zonhoven, 31. Oktober 2010 | 2. Rennen in Zonhoven, 31. Oktober 2010 | 2. Rennen in Zonhoven, 31. Oktober 2010 | 2. Rennen in Zonhoven, 31. Oktober 2010 | 2. Rennen in Zonhoven, 31. Oktober 2010 |
| --------------------------------------- | --------------------------------------- | --------------------------------------- | --------------------------------------- | --------------------------------------- |
| Datum                                   | Disziplin                               | Erster Platz                            | Zweiter Platz                           | Dritter Platz                           |
| Sonntag, 31. Oktober                    | Elite                                   | Zdeněk Štybar                           | Kevin Pauwels                           | Sven Nys                                |

| 3. Rennen in Hamme-Zogge, 14. November 2010 | 3. Rennen in Hamme-Zogge, 14. November 2010 | 3. Rennen in Hamme-Zogge, 14. November 2010 | 3. Rennen in Hamme-Zogge, 14. November 2010 | 3. Rennen in Hamme-Zogge, 14. November 2010 |
| ------------------------------------------- | ------------------------------------------- | ------------------------------------------- | ------------------------------------------- | ------------------------------------------- |
| Datum                                       | Disziplin                                   | Erster Platz                                | Zweiter Platz                               | Dritter Platz                               |
| Sonntag, 14. November                       | Elite                                       | Sven Nys                                    | Klaas Vantornout                            | Niels Albert                                |

| 4. Rennen in Gavere, 21. November 2010 | 4. Rennen in Gavere, 21. November 2010 | 4. Rennen in Gavere, 21. November 2010 | 4. Rennen in Gavere, 21. November 2010 | 4. Rennen in Gavere, 21. November 2010 |
| -------------------------------------- | -------------------------------------- | -------------------------------------- | -------------------------------------- | -------------------------------------- |
| Datum                                  | Disziplin                              | Erster Platz                           | Zweiter Platz                          | Dritter Platz                          |
| Sonntag, 21. November                  | Elite                                  | Sven Nys                               | Kevin Pauwels                          | Niels Albert                           |

| 5. Rennen in Gieten, 28. November 2010 | 5. Rennen in Gieten, 28. November 2010 | 5. Rennen in Gieten, 28. November 2010 | 5. Rennen in Gieten, 28. November 2010 | 5. Rennen in Gieten, 28. November 2010 |
| -------------------------------------- | -------------------------------------- | -------------------------------------- | -------------------------------------- | -------------------------------------- |
| Datum                                  | Disziplin                              | Erster Platz                           | Zweiter Platz                          | Dritter Platz                          |
| Sonntag, 28. November                  | Elite                                  | Tom Meeusen                            | Radomír Šimůnek                        | Dieter Vanthourenhout                  |

| 6. Rennen in Diegem, 27. Dezember 2010 | 6. Rennen in Diegem, 27. Dezember 2010 | 6. Rennen in Diegem, 27. Dezember 2010 | 6. Rennen in Diegem, 27. Dezember 2010 | 6. Rennen in Diegem, 27. Dezember 2010 |
| -------------------------------------- | -------------------------------------- | -------------------------------------- | -------------------------------------- | -------------------------------------- |
| Datum                                  | Disziplin                              | Erster Platz                           | Zweiter Platz                          | Dritter Platz                          |
| Montag, 27. Dezember                   | Elite                                  | Niels Albert                           | Sven Nys                               | Zdeněk Štybar                          |

| 7. Rennen in Hoogstraten, 6. Februar 2011 | 7. Rennen in Hoogstraten, 6. Februar 2011 | 7. Rennen in Hoogstraten, 6. Februar 2011 | 7. Rennen in Hoogstraten, 6. Februar 2011 | 7. Rennen in Hoogstraten, 6. Februar 2011 |
| ----------------------------------------- | ----------------------------------------- | ----------------------------------------- | ----------------------------------------- | ----------------------------------------- |
| Datum                                     | Disziplin                                 | Erster Platz                              | Zweiter Platz                             | Dritter Platz                             |
| Sonntag, 6. Februar                       | Elite                                     |                                           |                                           |                                           |

| 8. Rennen in Middelkerke, 12. Februar 2011 | 8. Rennen in Middelkerke, 12. Februar 2011 | 8. Rennen in Middelkerke, 12. Februar 2011 | 8. Rennen in Middelkerke, 12. Februar 2011 | 8. Rennen in Middelkerke, 12. Februar 2011 |
| ------------------------------------------ | ------------------------------------------ | ------------------------------------------ | ------------------------------------------ | ------------------------------------------ |
| Datum                                      | Disziplin                                  | Erster Platz                               | Zweiter Platz                              | Dritter Platz                              |
| Sonntag, 12. Februar                       | Elite                                      |                                            |                                            |                                            |

## Gesamtstand
| Platz | Fahrer                  | Punkte |
| ----- | ----------------------- | ------ |
| 01.   | Sven Nys                | 82     |
| 02.   | Kevin Pauwels           | 65     |
| 03.   | Zdeněk Štybar           | 64     |
| 04.   | Niels Albert            | 61     |
| 05.   | Bart Wellens            | 56     |
| 06.   | Bart Aernouts           | 49     |
| 07.   | Tom Meeusen             | 39     |
| 08.   | Rob Peeters             | 35     |
| 09.   | Klaas Vantornout        | 35     |
| 10.   | Gerben de Knegt         | 34     |
| 11.   | Sven Vanthourenhout     | 23     |
| 12.   | Philipp Walsleben       | 22     |
| 13.   | Enrico Franzoi          | 20     |
| 14.   | Jan Denuwelaere         | 18     |
| 15.   | Dieter Vanthourenhout   | 18     |
| 16.   | Thijs van Amerongen     | 17     |
| 17.   | Steve Chainel           | 17     |
| 18.   | Radomír Šimůnek         | 14     |
| 19.   | Eddy van IJzendoorn     | 11     |
| 20.   | Kenneth Van Compernolle | 09     |
| 21.   | Mariusz Gil             | 08     |
| 22.   | Tim Johnson             | 04     |
| 23.   | Martin Zlámalík         | 04     |
| 24.   | Petr Dlask              | 03     |
| 25.   | Jonathan Page           | 03     |
| 26.   | Jan Verstraeten         | 03     |
| 27.   | John Gadret             | 02     |
| 28.   | Sascha Weber            | 02     |
| 29.   | Thijs Al                | 01     |
| 30.   | Tom Van Den Bosch       | 01     |